# Ronny Cates
Ronny Cates é um músico cristão e compositor, mas conhecido por ter sido o baixista da lendária banda de rock cristão Petra durante os anos de maior sucesso da banda.
Cates ingressou no Petra em 1988, gravando desde então diversos discos com a banda. Durante esse período, Petra ganhou três prêmios Grammy e nove Dove Awards. Cates deixou a banda em 1996 para se dedicar a uma carreira de produção e gravação. Somando-se as conquistas durante os anos com o Petra, Ronny foi eleito o "baixista favorito" por cinco anos consecutivos pelos leitores da revista de música cristã CCM Magazine. Nos anos seguintes depois que deixou a banda, Cates ainda contribuiu com o Petra em várias ocasiões, ocupando o cargo de baixista em algumas apresentações.

## Discografia com Petra
- (1988) - On Fire!
- (1989) - Petra Praise: The Rock Cries Out
- (1990) - Beyond Belief
- (1991) - Unseen Power
- (1992) - Petra en Alabanza
- (1993) - Wake-Up Call
- (1995) - No Doubt